# Donald P. Bellisario
Donald Paul Bellisario (ur. 8 sierpnia 1935 w Cokeburgu) – amerykański producent, reżyser scenarzysta i aktor.
Służył w US Marine Corps jako sierżant. W 1965 zaczął pracować jako copywriter w niewielkiej firmie reklamowej w Lancaster w Pensylwanii, po trzech latach przeniósł się do Dallas, gdzie rozpoczął pracę jako dyrektor kreatywny w Bloom Agency. Pracował tam przez 8 lat, wchodząc do zarządu firmy. Następnie zaczął pracować w Hollywood jako producent, scenarzysta i reżyser. Sześciokrotnie nominowany Nagrody Emmy.
Bellisario jest pilotem śmigłowca i zapalonym graczem w golfa (handicap 9).

## Filmografia
aktor
- 1980: Magnum jako recepcjonista hotelowy
- 1982: Tales of the Gold Monkey jako ojciec

producent
- 1978: Battlestar Galactica
- 1989: Zagubiony w czasie
- 1995: JAG – Wojskowe Biuro Śledcze
- 2003: Agenci NCIS

reżyser
- 1980: Magnum
- 1989: Zagubiony w czasie
- 2002: First Monday
- 2003: Agenci NCIS
- 2014: Agenci NCIS: New Orlean

scenarzysta
- 1973: Kojak
- 1980: Magnum
- 1992: Tequila i Bonetti
- 2003: Agenci NCIS

## Wyróżnienia
Posiada swoją gwiazdę na Hollywoodzkiej Alei Gwiazd.